# Pěčín
Pěčín település Csehországban, Rychnov nad Kněžnou-i járásban. Pěčín Slatina nad Zdobnicí, Rokytnice v Orlických horách, Kameničná, Kunvald, Liberk és Javornice településekkel határos. Lakosainak száma 490 fő (2024. január 1.).

## Népesség
A település lakosságának változását az alábbi diagram mutatja:
| Lakosok száma | 1193 | 1152 | 1050 | 649  | 530  | 508  | 521  | 508  | 447  | 490  |
|               | 1869 | 1900 | 1921 | 1961 | 1980 | 2011 | 2016 | 2019 | 2021 | 2024 |